# گاگش علیا
گاگش علیا روستایی از توابع بخش خلیفان در شهرستان مهاباد است که در استان آذربایجان غربی ایران قرار دارد.

## جمعیت
این روستا در دهستان دهستان منگور غربی واقع شده و براساس سرشماری سال ۱۳۸۵، جمعیت آن ۳۰۸ نفر (۵۱ خانوار) بوده‌است.